# 阪急バス清和台営業所
阪急バス清和台営業所（はんきゅうバスせいわだいえいぎょうしょ）は、兵庫県川西市清和台東にある阪急バスの営業所。 営業所表記は「清」。
最寄りの停留所は「清和台営業所前」。

## 概要
1970年10月に、石橋営業所から川西市北部・猪名川町内の路線を分離する形で開設。開設に必要なインフラの整備には、清和台団地のデベロッパーである進和不動産（現在の進和建設工業）から補償を受けた。
川西・猪名川地区郊外のニュータウンの開発が進むに連れ、利用客は年々増加。増車を重ねたため車庫の容量が一杯となり県道12号バイパスの向かいに第二車庫を設置するもこれも一杯となって増車が困難となり、1987年5月に猪名川営業所が開設された。
1996年4月2日に県道12号バイパスが開通し、関連路線の大増発が行われると、猪名川営業所の所属車が頻繁に川西市内に乗り入れるようになった。また、車両の在籍数も元々敷地の広かった猪名川が清和台を上回った。その経緯で、現在は猪名川営業所が川西・猪名川地区における営業拠点となっているものの、実質的には両者で一体的な運行体制が敷かれている。
2001年4月1日からは、清和台営業所前 - 日高町間（県道12号バイパス沿線）において公共車両優先システム（PTPS）が導入され、特にラッシュ時における運行の定時性に威力を発揮している。
なお、川西市内でも川西能勢口駅から南側の区間（伊丹市・尼崎市方面）は伊丹営業所が、満願寺線は伏尾台営業所が、同駅から宝塚駅までの路線は宝塚営業所がそれぞれ担当している。

## 現行路線

### 川西猪名川線
2002年3月24日の路線改編で、杉生線、猪名川パークタウン線、つつじが丘線、けやき坂線を総称して「川西猪名川線」、各路線をそれぞれ「川西猪名川線○○系統」と表記するようになった。

#### 杉生系統
- 1系統：JR川西池田駅/阪急川西能勢口駅[注 2] - 萩原台 - 鶯台 - 清和台営業所前
  - 県道12号バイパス（日高町 - 萩原台間）の開通に伴い、1996年4月2日の路線改編時に新設。川西池田・川西能勢口の両駅と、清和台の住宅地を結ぶメインの系統である。  猪名川パークタウン線やつつじが丘線の本数を加えると、川西 - 清和台間で早朝から深夜にかけ、非常に利便性の高い運行体制をとっている。車両は清和台営業所のほか、猪名川営業所の所属車も使用されている。また、同系統は平日朝ラッシュ時の清和台 → JR川西池田駅行きの一部の便において、清和台南までの各停留所と阪急川西能勢口駅（東口）に停車する「特急」を運行している[3]。
  - 1998年7月18日の改正からは、通常運賃の倍額の料金が必要となる深夜バスの運行も開始した。2022年4月1日以降、阪急川西能勢口駅始発の最終及び23時台のJR川西池田駅始発2本が対象となっている。

- 12系統：阪急川西能勢口駅 - 丸の内町 - 多田神社前 - 清和台営業所前
  - 1996年4月2日の路線再編前の川西 - 清和台間を結ぶメインの系統で、県道12号旧道を走行する。1996年4月2日の路線再編で、旧道経由の清和台行きは全て猪名川町方面（後川、北田原、日生中央など）行きとなり、一旦姿を消したものの、2002年3月24日の改正で川西 - 清和台間の区間便が復活した。車両は大型車のほか、松が丘系統（5・15系統）の入出庫の関係で一部中型車も充てられている。
  - 清和台方面は日高町には停車しない[注 3]。

- 30系統：阪急川西能勢口駅 → 丸の内町 → 西多田一丁目 → 鴬台 → 萩原台 → 阪急川西能勢口駅
  - 旧道の沿線（多田大橋、多田神社前、矢問など）からバイパスを経由し川西方面への速達性の向上を図るために、2002年3月24日の改正より運行を開始した系統。現在は、平日朝の1便のみ運行されている。
  - 2012年3月25日までは逆回り循環も運行されていた。
  - 旧道に入ってからは「準急」として運行され、日高町には停車しない。

#### 湯山台系統
- 4系統：JR川西池田駅 → 阪急川西能勢口駅 → 萩原台 → 錦松台口 → 南野坂 → 南野坂二丁目 → 湯山台 → 萩原台 → 阪急川西能勢口駅/JR川西池田駅[注 2]
  - 1996年4月2日の路線改編により設定された系統。県道12号バイパスを走行し、萩原台から南野坂と湯山台の住宅地を数字の8を描くように回り、再び萩原台へ戻る循環ルートとなっている。
  - 基本的には、川西を出発して川西へ戻る循環便が運行されるが、営業所への入出庫の関係で早朝に錦松台口始発便が、深夜帯に住宅内を1周して萩原台で終着とする区間便も設定されている他、 兵庫県立川西明峰高等学校の平日の登校日の下校時間帯に、南野坂二丁目始発便が1本運行されている。
  - 平日の早朝〜朝ラッシュ時の阪急川西能勢口駅行きは、日高町を通過する「準急」として運行される。
  - 阪急川西能勢口駅発の最終便（循環後の萩原台止まり）と平日23時台の循環便1本は深夜バス。
  - 猪名川営業所の車両も充当される。

#### 松が丘系統
4系統と同様に路線改編により設定された系統。松が丘地区などのやや狭隘なルートを走行する関係で中型車が使用されている。平日朝ラッシュ時に運行される5系統は、萩原台→川西間をバイパス経由とし、松が丘地区から川西方面への速達性の向上を図っている。
- 5系統：阪急川西能勢口駅 → 松が丘南 → 萩原台 → 阪急川西能勢口駅
- 15系統：阪急川西能勢口駅 → 松が丘南 → 萩原台 → 丸の内町 → 阪急川西能勢口駅

- 10系統：阪急川西能勢口駅 → 萩原台 → 川西明峰高校前 → 南野坂二丁目
  - 朝ラッシュ時の車庫へ戻る回送便の一部を旅客化したもので、1998年9月1日より運行開始[注 4]。川西明峰高校前停留所は、当初「おりば専用」とされていたが、2012年3月26日の改正で宝塚医療大学の最寄りである南野坂二丁目まで延伸されたことに伴い、乗降両方可の「のりば」に改められた。平日朝ラッシュ時のみ運行されるが、同高校が休校日の場合は、最終便以外の便は運休となる。開設当初から川西方面の設定はない。

#### けやき坂系統
川西能勢口・川西池田の各駅と、川西市西部にある「けやき坂」との間を結ぶ路線。主に、バイパス経由の3・33系統と旧道経由の13系統が設定されていたが、2018年10月1日改正で旧道経由の13系統がバイパス経由系統に振り替えられる形で廃止され、現在の運行体制になった。けやき坂五丁目は、2003年4月1日に新設されたけやき坂内で一番新しい停留所で、当初は一部便しか経由していなかったが、2012年3月26日改正時に同線に所属する全ての便が経由するようになった。その後、2021年10月16日に実施されたダイヤ改正で、けやき坂内の循環ルートが、現行のものに統一された。この変更に伴い、早朝から朝ラッシュに数本だけ設定されていた33系統が、3・23系統に統一される形で廃止された。
この他、春の彼岸と盆、秋の彼岸、年末にはけやき坂地区にある川西市公営霊園へ向けて、川西能勢口駅発着の無料送迎バスが運行されている（川西市から委託）。
下記の（けやき坂循環）は、けやき坂一丁目 → 五丁目 → 四丁目 → 小学校前 → 三丁目 → 二丁目南 → 二丁目 → 一丁目回りを表す。
- 3系統：JR川西池田駅 → 阪急川西能勢口駅 → 萩原台 → 鴬台 → （けやき坂循環） → 環鴬台 → 萩原台 → 阪急川西能勢口駅/JR川西池田駅[注 2]
  - 川西側の系統。川西発及びけやき坂発の一部便は、けやき坂 - 清和台間を後述の23系統として運行されている。循環 → 阪急川西能勢口駅行きのうち、平日早朝〜朝ラッシュ時は、日高町を通過する「準急」として運行される。
  - 夕方以降の一部便は二丁目止まり。
  - 平日の阪急川西能勢口駅発けやき坂二丁目止まり2本と土休日のけやき坂から23系統清和台営業所前行きは深夜バス。
- 23系統：＜→3系統川西方面から直通＞ - （けやき坂循環） - 清和台営業所前
  - 清和台側の系統。前述の通り、3系統の一部便のうち、川西 - 清和台間を直通する便は、けやき坂 - 清和台間をこの系統で運行している。

### 多田グリーンハイツ線
能勢電鉄の本社・車庫がある平野駅から西に広がる「多田グリーンハイツ」（水明台・向陽台）へのアクセス路線。時間帯により、水明台先回りの104系統と向陽台先回りの105・106系統の3つが運行される。なお、猪名川営業所にも同名の所管路線があるが、近隣の大和団地線も担当している関係で、多田グリーンハイツ地区への路線は当営業所が中心となっている。
- 104系統：平野駅 → 水明台一丁目 → 向陽台三丁目 → 平野駅
  - 平日早朝から朝ラッシュ時のみ運行されるが、清和台営業所から出庫する関係で運行される水明台一丁目始発便は、同時間帯に加えて土休日の早朝にも2本運行される。
- 105系統：平野駅 → 向陽台三丁目 → 水明台一丁目 → 平野駅
  - 同路線のメイン系統で、平日朝ラッシュ時以降と土休日は、全てこの系統で運行される。同営業所への入庫を兼ねて運行されていた水明台一丁目止まりの便は、2021年10月16日の改正で後述の106系統に振り替えられる形で廃止された。
- 106系統：平野駅 → グリーンハイツセンター → 向陽台三丁目 → 水明台四丁目 → 水明台一丁目 → グリーンハイツセンター → 緑台三丁目 → 多田大橋 → けやき坂一丁目 → 清和台営業所前
  - 2021年10月16日の改正で新設された系統[4]で、105系統水明台一丁目止まりの便を清和台営業所前発着に変更したもの。けやき坂は、後述の101系統と同様に住宅街内には入らずに一丁目で折り返す。
  - 平日の平野駅発の最終便は、深夜バスとして運行している。
- 106系統：清和台営業所前 → けやき坂一丁目 → 多田大橋 → 緑台三丁目 → グリーンハイツセンター<→105系統に変更して平野駅へ直通＞
  - 清和台発は、グリーンハイツ内の循環ルートが、平野駅発と同じく向陽台先回りルートで運行されるため、緑台三丁目 → グリーンハイツセンター間で105系統に変更し、引き続き平野駅まで運行される。

#### 清和台平野系統
1981年7月13日より運行を開始。開始当初は「移瀬」を経由する便が中心だったが、1984年7月16日の改正でけやき坂一丁目経由の101系統が新設され、後に101系統と102系統とで二分された。その後、1996年4月2日の改正で全便が101系統に集約され102系統は一旦廃止となるが、1999年7月14日の改正より、101系統の一部の便をけやき坂住宅内（二丁目 - 四丁目地区）へ延長し、循環運行する便として102系統が再び設定された。
- 101系統：平野駅 - 緑台三丁目 - けやき坂一丁目 - 清和台営業所前
  - 毎日朝と夕方に数本ずつ[5]運行。
- 102系統：清和台営業所前 → けやき坂一丁目 → けやき坂循環[注 5] → けやき坂一丁目 → 緑台三丁目 → 平野駅
  - 清和台発のみ平日朝1本・夕方以降に4本運行される。土休日は運行されていない。かつては平野駅発も運行されていたが、2021年10月16日の改正で廃止された。

#### 川西病院系統
- 100系統：平野駅 - 向陽台三丁目 - 川西病院前 - 山下駅
  - 東畦野地区にある市立川西病院へのアクセス路線。同病院は1983年10月に川西市中央町（現在の市役所、保健センターの辺り）から移転してきたが、最寄り駅である山下駅からは1kmほど離れており、長らく病院への路線の新設が待望されていた。
  - 周辺道路の整備に伴い、1993年4月9日に運行開始となった。現在は、2001年3月1日に開業した大和団地線が昼間に病院玄関前[注 6]経由で平野駅 - 山下駅間を運行しているため、100系統は平日昼間以外の時間帯 (朝と夕以降) のみに設定されている。土休日は設定されてない。

## 過去の担当路線
路線名については現行の名称となる前に廃止された系統も多いため、旧来の名称で表記している。
「川西バスターミナル」「阪急川西能勢口」はいずれも現在の「阪急川西能勢口駅」である。

### 杉生線
- 10系統：川西バスターミナル - 丸の内町 - 多田神社前 - 清和台営業所前 - 紫合 - 北田原 - 杉生 - 杉生新田 - 後川
  - 片道30km以上を走破する長距離路線で、当時の一般路線バスでは最長距離を誇っていた。
  - 1996年4月2日の改正より川西 - 猪名川町方面行きの系統のほとんどが清和台から猪名川営業所の担当となるが、この系統だけは引き続き当営業所が担当していた。
  - 後川（しつかわ、当時の名称は「篠山町後川」）まで区間が延ばされたのは1984年5月10日からで、それ以前は杉生新田が終点とされていた[注 7]。
  - 2002年3月24日の改正で、猪名川町北部へ向かう路線が日生中央発着に集約されたことにより廃止。

- 31系統：清和台営業所前 → 多田神社前 → 西多田一丁目 → 鴬台 → 川西バスターミナル
  - 2002年3月24日から2012年3月25日まで、平日の朝ラッシュ時に運行。

### 萩原台線
1996年4月2日の路線改編により、バイパス経由の4系統、5系統が新設され、従来の旧道経由は減便のうえ、61系統と69系統（湯山台行）は14系統に、62系統は24系統に、66系統は15系統にそれぞれ改番となった。14系統、24系統はバイパス経由に比べ時間もかかり、また乗客数も減少したことから、2002年3月24日の改正で廃止となった。
- 14系統：川西バスターミナル - 丸の内町 - 西多田（現：西多田一丁目、以下同じ） - 湯山台
- 24系統：湯山台→西多田→川西市役所前→川西バスターミナル

### けやき坂線
1986年9月より運行開始されているが、時期によりけやき坂地区内の循環ルートが異なる。
- 7系統：（けやき坂循環） → けやき坂一丁目 → 鴬台 → 川西バスターミナル
  - 「けやき坂循環」は、けやき坂四丁目→けやき坂三丁目→けやき坂二丁目回りを表す。
  - 1998年7月18日の改正より運行開始。朝ラッシュ時における速達性の向上を図るため、「快速」として鴬台→川西バスターミナル間は途中無停車の扱いで、川西行きのみ2便運行されていたが、2001年4月1日の改正で廃止となった。

- 33系統：けやき坂循環 → 多田神社前 → 西多田一丁目 → 鴬台 → 川西バスターミナル
  - 2002年3月24日改正以降、平日朝ラッシュ時に運転。多田大橋までは旧道を経由し、西多田一丁目を通過して新道に移るルートで運行されていた。2012年3月26日のダイヤで廃止。

### 多田グリーンハイツ線
- 105系統：鼓ケ滝→平野→向陽台三丁目→水明台一丁目→平野→鼓ケ滝
  - 平野 - 鼓ケ滝間にあるスーパー等への買い物客の利便を図るため、昼間時に概ね1時間に1本運転されていた。鼓ケ滝バス停は西能勢線のバス停ではなく、ダイエー川西店北側に折り返し場があり、そこに設置されていたが、国道173号の2→4車線化工事による、折り返し場が使用できなかったことにより、1994年6月1日の改正で平野 - 鼓ケ滝間の延長運転は廃止となった。

- 102系統：平野 - 緑台三丁目 - 移瀬 - 清和台営業所前
  - かつての清和台 - 平野間の主力系統だったが、1984年7月16日の改正からは101系統（けやき坂一丁目経由）が誕生し、運行本数を101系統と二分する形で運行された。その後、1996年4月2日の改正で全便101系統に集約され廃止となった。